# 실비아 아바스칼
실비아 아바스칼(Silvia Abascal, 1979년 3월 20일 ~ )은 스페인의 배우이다.

## 출연 작품
- 트루만 (2015)
- 내일의 안녕 (2015)
- 프란치스코 (2015)
- 포비든 섀도우 (2010)
- 발데마르 레거시 (2009)
- 로보 (2004)
- 엄마는 여자를 좋아해 (2002)